# (761) Brendelia
(761) Brendelia ist ein Asteroid des Hauptgürtels, der am 8. September 1913 von dem deutschen Astronomen Franz Kaiser in Heidelberg entdeckt wurde.
Benannt wurde der Asteroid nach dem deutschen Astronomen Martin Brendel.